# Proyecto 23000E
El Proyecto 23000E, también denominado como Shtorm, es un proyecto de superportaaviones nuclear multiuso desarrollado para la Armada Rusa por el Instituto Krylov y la Oficina de Diseño Nevskoye. El coste del buque tiene un valor estimado de entre 1800 y 5630 millones de dólares, a la tasa de cambio de agosto de 2015, con un tiempo de desarrollo de unos diez años. Se considera que el portaaviones, en caso de ser construido, entre en servicio con la Flota del Norte entre 2025 y 2030 [cita requerida]. En julio de 2016, una delegación militar rusa en visita a la India ofreció el diseño al citado país para su compra.

## Características

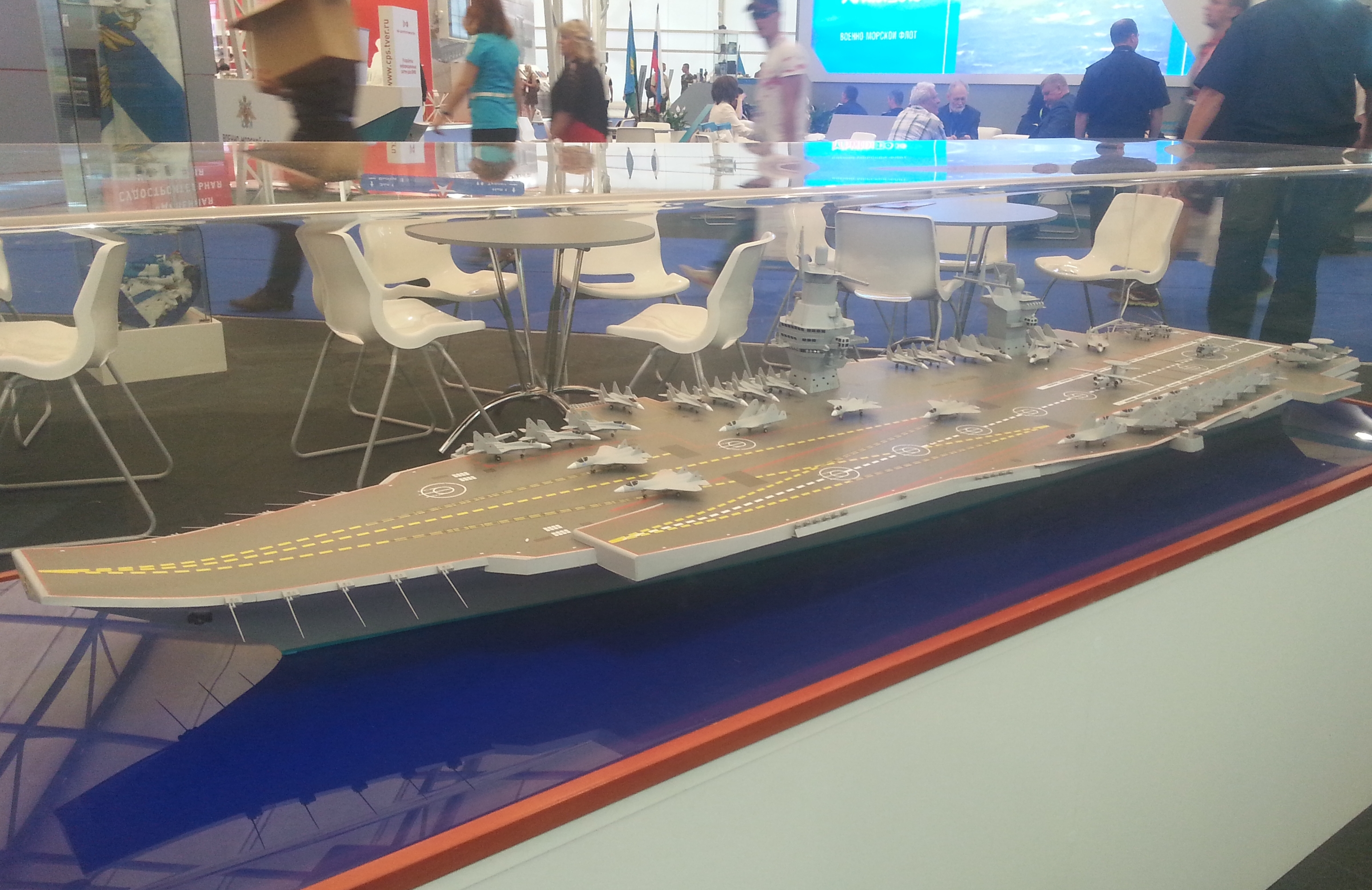
Maqueta del Shtorm.

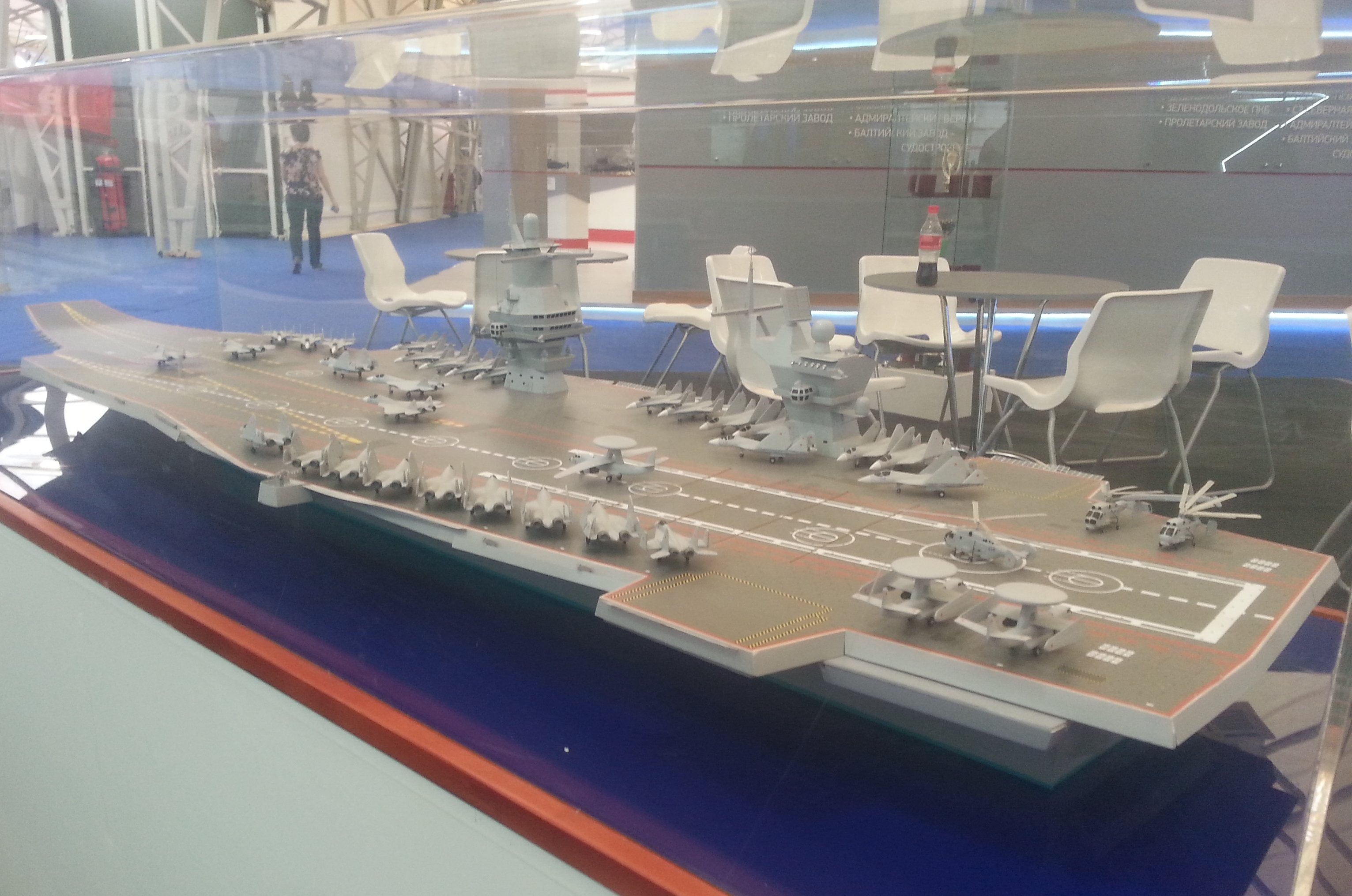
Maqueta del Shtorm.

El diseño tiene un desplazamiento de entre 90 000 y 100 000 toneladas, una eslora de 330 metros, una manga de 40 metros en la línea de flotación y un calado de 11 metros. La velocidad máxima estimada es de 30 nudos, siendo capaz de equipar un grupo aéreo de 90 aparatos. Para desplegarlos cuenta con dos rampas y dos catapultas electromagnéticas, estando dotado también para su defensa tanto de sistemas de misiles superficie-aire como anti-torpedo.

### Buques similares
- Clase Gerald R. Ford
- Portaaviones Tipo 003
- Clase Queen Elizabeth
- PANG